# Mick Waitt
Mick Waitt (Hexham, 25 giugno 1960) è un allenatore di calcio ed ex calciatore neozelandese, di ruolo attaccante.

## Palmarès

### Club

#### Competizioni nazionali
- Football Conference: 1

Lincoln City: 1987-1988